# Alisa u zemlji čudesa
Alisa u zemlji čudesa (eng. "Alice's Adventures in Wonderland") knjiga je dječje fantastike iz 1865. godine koju je napisao engleski književnik Charles Lutwidge Dodgson, poznatiji pod pseudonimom Lewis Carroll. Radnja prati doživljaje djevojčice Alise, koja pada niz zečju rupu u fantastični svijet naseljen osebujnim stvorenjima.
Priča je prepuna aluzija na Dodgsonove prijatelje (i neprijatelje), kao i lekcija koje su u to doba učenici britanskih osnovnih škola morali učiti napamet. Radnja se poigrava s logikom na način koji je roman učinio trajno popularnim i među odraslima i među djecom. Smatra se jednim od najkarakterističnijih primjera žanra književnih priča bez logičkog smisla, a njegov narativni tok i struktura bili su enormno utjecajni, uglavnom na žanr fantastike. Nastavak knjige je "Alisa s one strane ogledala", koja sadrži i čuvenu besmislenu pjesmu Jabberwocky, odnosno Hudodrakija u prijevodu Antuna Šoǉana.
Na temelju knjige nastale su brojne kazališne, filmske i televizijske adaptacije.
Izraz "Zemlja Čudesa" ušao je u popularnu kulturu kao mjesto sa sanjarskim, fantastičnim osobinama. Izraz "niz zečju rupu" postao je izraz za putovanje u nepoznato.

## Sadržaj
Djevojčica Alisa dosađivala se sjedeći na obali rijeke jednog ljetnog dana, dok je njena sestra čitala knjigu. Ugledala je Bijelog zeca koji je stalno govorio da kasni. Začudila mu se, jer je bio obučen. Pošla je za njim u zečju rupu koja je bila vrlo duboka i kroz nju je lagano padala. Pad je trajao dosta dugo. Našla se u hodniku. Ponovno je ugledala Bijelog zeca koji je ušao u jedan lijepi vrt do kojega su vodila vrata. Alisa je htjela ući unutra, no nije mogla, jer je bila prevelika. Na jednom stoliću u bočici bio je napitak na kojem je pisalo da ga popije. Kada ga je popila smanjila se, ali su vrata bila zaključana. Da bi došla do ključa pojela je kolač s porukom "pojedi me", no umjesto da bude još manja, povećala se. Naišao je Bijeli zec koji se uplašio kada je ugledao Alisu. Ona se ponovno smanjila, ali toliko da je pala u bocu vode. Na kraju je ipak ušla u vrt, tako da je plivajući u boci prošla kroz ključanicu. U zemlji čudesa Alisa je upoznala više različitih likova. Boravila je u kući Bijelog zeca gdje je pila iz boce. Ponovno je narasla i zaglavila u kući. Gušter Bill, pomoćnik Bijelog zeca,  popeo se na dimnjak da izvidi situaciju. Alisa ga je nogom šutnula u nebo. Uspjela se osloboditi i krenula je dalje. Na raskrižju je srela Gusjenicu koja puši lulu. Dobila je gljivu s dva kraja. Kada pojede jedan kraj smanji se, a kada pojede drugi poveća se. Nakon više smanjivanja i povećavanja, vratila se na normalnu veličinu. Carigradska mačka uputila je Alisu kamo da ide. Pila je čaj s Ožujskim zecom i Ludim klobučarom. Uvrijedili su je pričama pa ih je napustila uz komentar da je to najgluplja čajanka na kojoj je bila. Došla je do kraljičinog vrta. Pojavio se zec s trubom, a iza njega agresivna kraljica, miroljubljivi kralj i vojnici od karata za poker. Konji su igrali kriket; loptica je bila jež, a palice su bile ptice plamenci. Netko je na dvoru ukrao kolače pa je bilo suđenje. Kraljica je htjela ubiti Alisu, no ona je pojela dio kolača koji je joj ostao od prije pa je počela rasti. Odjednom se probudila i bila je doma. Shvatila je da je to sve bio divan san.